# Thương mại nội địa
Thương mại nội địa là quá trình trao đổi hàng hóa, buôn bán diễn ra trong phạm vi một quốc gia.